# La Pute de la côte normande
La Pute de la côte normande est un roman de Marguerite Duras paru le 1er novembre 1986 aux éditions de Minuit.

## Éditions
- La Pute de la côte normande, éditions de Minuit, 1986  (ISBN 2-7073-1116-2).